# Plethodon fourchensis
Plethodon fourchensis är en groddjursart som beskrevs av Duncan och Richard Highton 1979. Plethodon fourchensis ingår i släktet Plethodon och familjen lunglösa salamandrar. IUCN kategoriserar arten globalt som sårbar. Inga underarter finns listade i Catalogue of Life.